# Berberentulus buchi
Berberentulus buchi är en urinsektsart som beskrevs av Sören Ludvig Paul Tuxen och Imadaté 1975. Berberentulus buchi ingår i släktet Berberentulus och familjen lönntrevfotingar. Inga underarter finns listade.